# Saint-Romain-les-Atheux
Saint-Romain-les-Atheux är en kommun i departementet Loire i regionen Auvergne-Rhône-Alpes i centrala Frankrike. Kommunen ligger i kantonen Saint-Genest-Malifaux som tillhör arrondissementet Saint-Étienne. År 2022 hade Saint-Romain-les-Atheux 949 invånare.

## Befolkningsutveckling
Antalet invånare i kommunen Saint-Romain-les-Atheux
| Referens: INSEE |